# + amor
+ Amor: es el primer álbum solista del músico y cantante peruano Pedro Solano, integrante de la banda Cementerio Club.

## Características
+ Amor consta de 13 temas compuestos por Pedro Solano a mediados del 2003. Se trata de un proyecto personal cuya temática gira alrededor del amor. El álbum fue realizado en paralelo a Cementerio Club, con un carácter más personal, y en donde Solano ha tratado de experimentar y expresar como músico todas aquellas cosas que no hace como banda. De la página web del álbum se cita lo siguiente:

En mi disco lo que saqué fue mi parte personal, que alimenté a punta de nostalgia, esperanza, alegría, imaginación y mucho amor.

Tiene además la participación de músicos invitados como Andrés Dulude (de la banda Frágil), Miguel Ángel Vidal (Voz Propia), Salim Vera (Líbido), Miki González, Renzo Solano (The Emergency Blanket), Miguel Barreto (Los Fuckin' Sombreros), Caroline Cruz, Irene Vivanco, Pauchi Sasaki, Rocío Madueño, los demás integrantes de Cementerio Club (José Arbulú, Luis Callirgos y Ricardo Solís), entre otros.
+ Amor fue producido por Rafo Arbulú y por Pedro Solano. Fue grabado y mezclado por Rafo Arbulú en MEGA Estudios entre octubre del 2003 y marzo del 2006, en la ciudad de Lima; y ha sido masterizado entre abril y mayo del 2006 por Eduardo Bergallo en el estudio Puro Mastering de Buenos Aires, Argentina. Fue editado en junio del 2006 por Lamparín Producciones (LP 0007), el sello discográfico propio de Cementerio Club.
El diseño gráfico estuvo a cargo de Roni Heredia, quien realizó su trabajo sobre la base de fotografías tomadas por el propio Solano que mostraban a sus seres queridos, amigos cercanos, objetos amados y demás parafernalia personal. También Heredia basó su diseño sobre la base de frases de canciones de bandas y músicos admirados por Solano, especialmente de The Beatles.
+ Amor es el segundo disco del proyectado box set Cementerio Club: Colección Solistas, cuyo primer fruto fue el álbum Libre de José Arbulú editado en enero del 2006. Se proyectan otros discos de los demás integrantes de la banda.

## Lista de canciones
Todas las canciones compuestas por Pedro Solano, excepto track 5: composición tradicional. "Carrusel" (track 9) incluye fragmentos de la canción "El mar", compuesta por Miki González.
1. Acá estoy (otra vez) - 04:02
2. + Amor - 04:40 (participación de Andrés Dulude, en voz)
3. París - 03:20 (participación de Miguel Ángel Vidal, en voz)
4. Dios quiso - 03:23
5. Intro - 00:21
6. Tres nubes - 03:27
7. Ausente - 03:45
8. La cancha y el pisco - 02:16
9. Carrusel - 03:41 (participación de Miki González, en guitarra)
10. Vaivén - 04:43
11. Señor que nada ve - 03:15 (participación de Salim Vera, en voz)
12. 100piés - 03:25
13. Estás aquí - 03:11

## Opiniones sobre+ Amor
El crítico musical Fidel Gutiérrez escribió lo siguiente:

El suyo es en la práctica un disco conceptual (lo vemos desde su portada) enfocado en el amor y la nostalgia, pero desde una perspectiva positiva, así haga alusión a la tristeza (como en "Ausente") o permita la intervención de alguien identificado con lo sombrío, como el vocalista de Voz Propia, Miguel Ángel Vidal (en "París, uno de los puntos altos del cd). [...] Si a ello se suma la presencia de invitados que forman parte del pedestal de héroes de Pedro y de otros muchos, el interés que tendría que suscitar este trabajo tanto en los fans de Cementerio como en cualquier seguidor del rock local más accesible, deberá de ser grande y urgente. Los demás también podrían disfrutarlo, si se acercan a él sin prejuicios.
Revista 69 # 11, Lima, septiembre del 2006.

Por su parte Sergio Laredo (seudónimo del crítico musical Humberto Escudero) escribió lo siguiente:

Uno no puede sino regocijarse porque el sentimiento con que el guitarrista de CC titula su primer disco solista es entendido como algo que no por cotidiano deja de ser sublime, es decir, que desmiente la imagen que tienen del amor las radios FM. Lo siento, señoritas secretarias calentonas, dicho sentimiento no tiene por qué ser un dolor de cabeza. Algo de eso hay en + Amor, pero no crean que es el soundtrack de su telellorona de turno. [...] En todo caso, ello no desmerece una producción cuidada y entrañable, esculpida a pulso por alguien que, al dirigir un programa de conservación natural, entiende las verdaderas implicancias de un ideal romántico. Gracias, señor Solano. Si no fuera por usted, seguiría pensando que "abogado ambientalista" es una contradicción.
Revista Freak Out! # 12, Lima, diciembre del 2006.

 YASMINA Y YUNES